# Al Cohn
Alvin Gilbert Cohn (Nueva York, 24 de noviembre de 1925 - Stroudsburg, Pensilvania, 15 de febrero de 1988) fue un saxofonista tenor, arreglista y compositor estadounidense de jazz.

## Historial
Nacido en Brooklyn, con doce años se aficiona al jazz escuchando a Benny Goodman y, más tarde, Lester Young, lo que le hace adoptar definitivamente el saxo tenor en sustitución del clarinete con el que se inició. Trabaja durante un tiempo rapeando en sustituciones en orquestas locales, hasta que se incorpora de forma estable a la de Joe Marsala, en 1943. Después realiza arreglos y composiciones, además de tocar el tenor, con Georgie Auld, hasta 1946. Tras estar en la big band de Buddy Rich (1947), se incorpora al segundo herd de Woody Herman, reemplazando a Herbie Steward en los Four Brothers, junto a Stan Getz, Serge Chaloff y Zoot Sims. Permanecerá con Herman hasta 1949, cuando regresa a Nueva York, donde toca en la banda de Artie Shaw. En la Costa Este, trabaja con Charlie Ventura, antes de grabar su primer disco como líder (1950). Grabará también con Horace Silver, Max Roach, Richie Kamuca y otros muchos. Más adelante, ya en 1956, firma un contrato discográfico con el sello RCA y, desde 1957, actuó junto a Zoot Sims en un quinteto coliderado por ambos. 
Desde mediados de la década de 1950, Cohn comienza a componer bandas sonoras para cine y TV, actividad que continuará hasta su muerte, siendo suyas algunas de las bandas sonoras más importantes del cine en los años sesenta y setenta. Mantiene, no obstante, su actividad instrumental, al frente de un quinteto junto a Zoot Sims, que se mantendrá doce años. También formó parte del sexteto de jazz latino del director de orquesta cubano José Curbelo. Realizó arreglos para Quincy Jones y Gerry Mulligan, y volverá a los escenarios en los años 1970, incluyendo giras por Europa y Japón. En 1988 muere de cáncer.

## Estilo
Especialista en baladas y tempos medios, su estilo es de gran riqueza armónica y profundo lirismo, muy técnico y claramente enmarcado en la influencia primera de Lester Young, con pequeñas modulaciones y ligaduras muy características. Su sonido en el tenor evolucionó a lo largo del tiempo, hasta desarrollar un vibrato sombrío y expresivo.

## Discografía

### Como líder/colíder
- Al Cohn's Tones (Savoy, 1950)
- East Coast-West Coast Scene (RCA Victor, 1954) - con Shorty Rogers
- Mr. Music (RCA Victor, 1955)
- The Natural Seven (RCA Victor, 1955)
- That Old Feeling (RCA Victor, 1955)
- Four Brass One Tenor (RCA Victor, 1955)
- The Brothers! (RCA Victor, 1955) con Bill Perkins y Richie Kamuca
- From A to...Z (RCA Victor, 1956) - The Al Cohn/Zoot Sims Sextet
- The Sax Section (Epic, 1956)
- Cohn on the Saxophone (Dawn, 1956)
- The Al Cohn Quintet Featuring Bobby Brookmeyer (Coral, 1956) - con el trombonista Bob Brookmeyer
- The Four Brothers... Together Again! (Vik, 1957) - con Serge Chaloff, Zoot Sims y Herbie Steward
- Al and Zoot (Coral, 1957) - con Zoot Sims
- Jazz Alive! A Night at the Half Note (United Artists, 1959) con Zoot Sims y Phil Woods
- You 'n' Me (Mercury, 1960) - the Al Cohn/Zoot Sims Quintet
- Jazz Mission to Moscow (Colpix, 1962) - Eddie Costa's final recording
- Play It Now (1975, Xanadu Records)
- True Blue (1976, Xanadu) - con Dexter Gordon
- Silver Blue (1976, Xanadu) - con Dexter Gordon
- Al Cohn's America (1976, Xanadu)[3]
- Heavy Love (1977, Xanadu) - con Jimmy Rowles
- No Problem (1979, Xanadu)
- Nonpareil (1981, Concord Records) - con Lou Levy, Monty Budwig, Jake Hanna
- Tour De Force (1981) - live in Japan, con Buddy Tate y Scott Hamilton
- Standards of Excellence (1984, Concord)
- Rifftide (1987, Timeless Records) - con Rein de Graaf (piano), Koos Serierse (bajo), Eric Ineke (batería)

### Como músico de sesión
Con Manny Albam
- The Drum Suite (RCA Victor, 1956) with Ernie Wilkins

Con Mose Allison
- Your Mind Is on Vacation (Atlantic, 1976)

Con Trigger Alpert
- Trigger Happy! (1956, Riverside) - also released as East Coast Sounds

Con George Barnes
- Guitars Galore (1961, Mercury)

Con Art Blakey
- Art Blakey Big Band (Bethlehem, 1957)

Con Bob Brookmeyer
- Brookmeyer (Vik, 1956)
- Kansas City Revisited (United Artists, 1958)
- Stretching Out (United Artists, 1958) con Zoot Sims
- Portrait of the Artist (Atlantic, 1960)
- Gloomy Sunday and Other Bright Moments (Verve, 1961)

Con Kenny Burrell
- Earthy (1957, Prestige)

Con Jimmy Giuffre
- The Music Man (Atlantic, 1958)

Con Freddie Green
- Mr. Rhythm (RCA Victor, 1955)

Con Mundell Lowe
- 'Satan in High Heels' (1961, Charlie Parker) - banda sonora

Con las Metronome All-Stars
- Metronome All-Stars 1956 (Clef, 1956)

Con Gary McFarland
- The Jazz Version of "How to Succeed in Business without Really Trying" (Verve, 1962)

Con Carmen McRae
- Birds of a Feather (Decca, 1958)

Con Gerry Mulligan
- The Gerry Mulligan Songbook (World Pacific, 1957)

Con Joe Newman
- All I Wanna Do Is Swing (RCA Victor, 1955)
- I'm Still Swinging (RCA Victor, 1955)
- Salute to Satch (RCA Victor, 1956)

Con Oscar Pettiford
- Oscar Pettiford Sextet (Vogue, 1954)

Con Lalo Schifrin y Bob Brookmeyer
- Samba Para Dos (1963, Verve)

Con Zoot Sims
- From A to Z (1956)
- Al and Zoot (1957)
- Either Way (1960)
- Blues and Haikus (1960) - playing behind Jack Kerouac's poetry reading
- You 'n' Me (1960)
- Body and Soul (1973) - con Jaki Byard (piano), George Duvivier (bajo), Mel Lewis (batería)
- Motoring Along (1975) - con Horace Parlan (piano), Hugo Rasmussen (bajo), Sven Erik Norregaard (batería)
- Hoagy Carmichael Sessions and More
- Easy as Pie: Live at the Left Bank (1968) - live in Baltimore, con el pianista Dave Frishberg

### Como arreglista
Con Astrud Gilberto
- Look To The Rainbow (Verve, 1966)

Con Quincy Jones
- The Birth of a Band! (Mercury, 1959)
- The Great Wide World of Quincy Jones (Mercury, 1959)

Con Gerry Mulligan
- Holliday with Mulligan (DRG, 1961 [1980]) with Judy Holliday

Con Mark Murphy
- That's How I Love the Blues! (Riverside, 1962)

Con Joe Newman
- The Happy Cats (Coral, 1957)